# 下甘田村
下甘田村（しもあまだむら）は、石川県羽咋郡に存在した村。
村の名称は、中世に存在した「甘田保」のうち、京都から見て最も遠い（下手）の地域であったことによる。

## 地理
- 現在の志賀町の南部。上中山は羽咋市の北部。
- 南側は丘陵部が多く、於古川の谷に添う地域。北西部は平野部になる。
- 山 - 眉丈山 (171.5m)
- 河川 - 於古川、東谷内川

## 歴史
- 1889年（明治22年）4月1日 - 町村制の施行により、羽咋郡上中山村、上棚村、二所ノ宮村、舘村、福井村、大坂村、穴口村および米浜村が合併し、下甘田村が発足。
- 1954年（昭和29年）11月3日 - 上中山が羽咋町、千里浜村、富永村、粟ノ保村、一ノ宮村、越路野村および上甘田村と合併し、改めて羽咋町が発足。これにより、下甘田村の大字は7大字となる。
- 1955年（昭和30年）4月1日 - 志賀町に編入。下甘田村の7大字は志賀町の大字に継承。

## 教育
- 下甘田村立下甘田小学校（現・志賀町立下甘田小学校）

## 産業
- 特産物 - ころ柿